# 2005年の交通
2005年の交通（2005ねんのこうつう）とは、2005年（平成17年）に起こった交通関係の出来事をまとめたページである。
2004年の交通 - 2005年の交通 - 2006年の交通

## 出来事の一覧

### 2月
- 15日
  -  日本航空インターナショナル（現・日本航空）
    - （営業施策） 東京国際空港（羽田空港）などで全国初となるICチェックインサービスを開始。
- 17日
  -  中部国際空港株式会社
    - （開港） 中部国際空港（セントレア）

  - （空港名変更）  名古屋空港 → 名古屋飛行場
    - （種別変更） 第二種空港 → 第三種空港

### 8月
- （海運）  中国山東省が山東半島北東アジア国際航運センターの建設計画を制定[1]